# Los Angeles Memorial Coliseum
Los Angeles Memorial Coliseum är en utomhusarena i Los Angeles i Kalifornien i USA. Arenan var hemmaarena för Los Angeles Rams i National Football League (NFL) mellan 1946 och 1979 innan laget flyttade till Anaheim Stadium i Anaheim. Arenan var återigen lagets hemmaarena mellan 2016 och 2019 innan laget flyttade till SoFi Stadium. Arenan är även hemmaarena för Pacific-12 Conferences University of Southern California (USC) Trojans i amerikansk fotboll. Den är den största arenan för amerikansk fotboll i Pac-12.
Arenan är belägen vid USC:s campus och ägs av delstaten Kalifornien, Los Angeles County och staden Los Angeles och drivs av Los Angeles Memorial Coliseum Commission, vars styrelseledamöter utses från ägarintressen.
Arenan har varit värd för olympiska sommarspelen två gånger, 1932 och 1984. Här har också Super Bowls och World Series spelats. Den utnämndes till nationalhistoriskt landmärke den 27 juli 1984, dagen innan olympiska sommarspelen 1984 invigdes.
År 2022 - 2024 inledde Nascar Cup Series säsongen på arenan med uppvisningsloppet Busch Light Clash at The Coliseum. Nascar anlade en temporär kvarts mile lång asfalterad ovalbana för evenemanget.